# Lisinia Collazos
Lisinia Collazos Yule es una activista política y feminista colombiana de herencia indígena Nasa.
Collazos fue nacida en Kite Kiwe, un resguardo indígena el Departamento de Cauca, Colombia. 
Una región muy golpeada por el Conflicto Armado Colombiano, su trabajo se ha enfocado mucho en ayudar víctimas del conflicto el departamento. Fue víctima directa, cuando en 2001 tuvo que huir con su familia de un ataque por paramilitares en su pueblo Naya. Gracias a sus esfuerzos, se ha destacado cómo un lideresa y defensora de los derechos de los indígenas en Cauca.
Desde 2002 ha sido activista de la ruta pacífica de mujeres, y ha trabajado con ellas en varios roles. 
Uno de los más importantes fue como documentadora y testimoniante de la comisión de la verdad de las mujeres víctimas de la Ruta Pacífica.